# Gutmann Rülf
Gutmann Rülf (geboren am 3. Dezember 1851 in Rauischholzhausen; gestorben am 17. Dezember 1915 in Braunschweig) war ein deutscher Rabbiner und von 1884 bis 1915 Landesrabbiner des Herzogtums Braunschweig.

## Leben

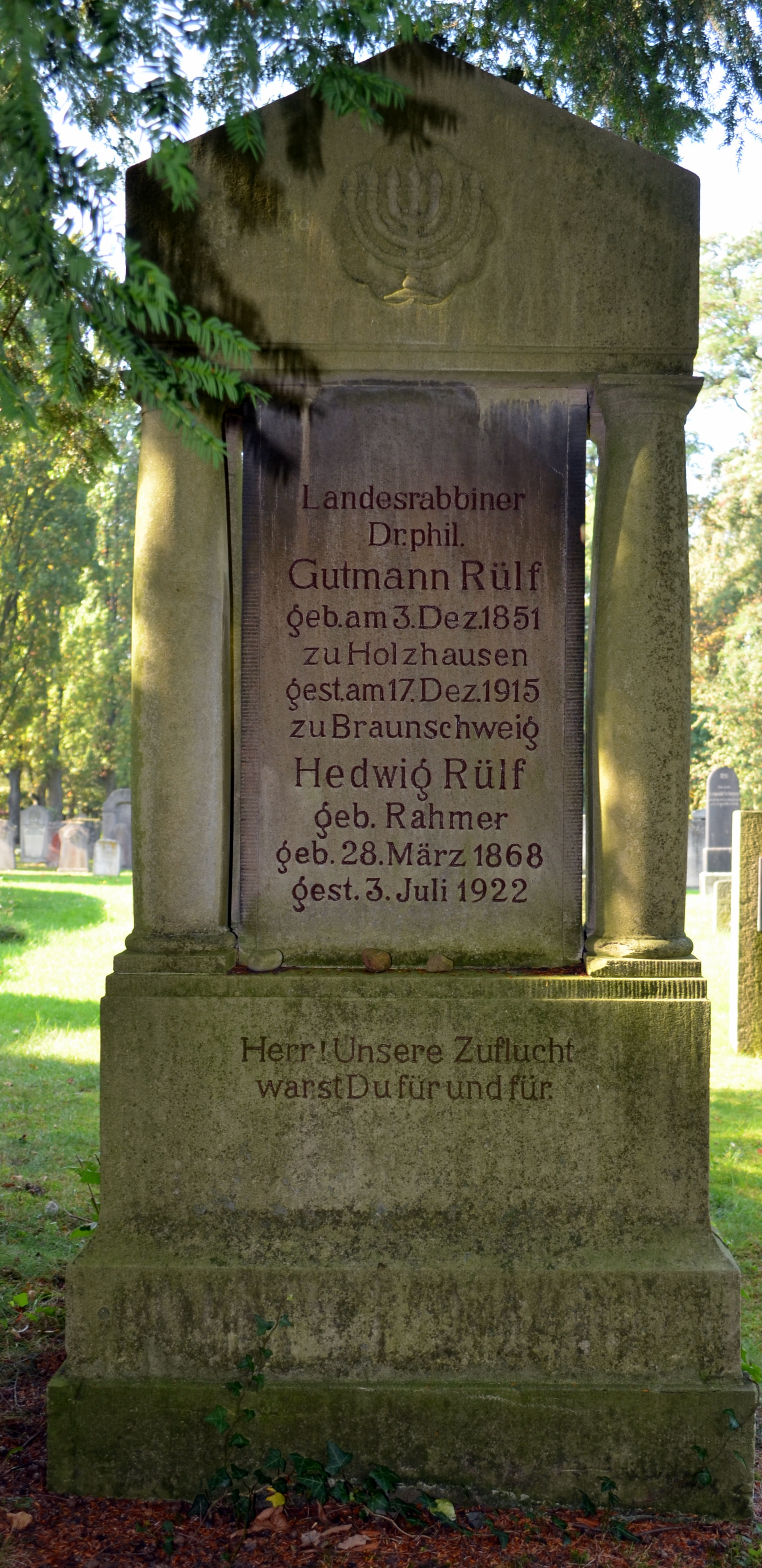
Grabstein von Gutmann Rülf und seiner Frau Hedwig, geb. Rahmer (2014)

Er besuchte von 1877 bis 1882 das Jüdisch-Theologische Seminar in Breslau.

### Braunschweigischer Landesrabbiner
Im Jahre 1882 wurde er Rabbinatsadjunkt unter dem braunschweigischen Landesrabbiner Levi Herzfeld (1810–1884), dessen Amt er 1884 nach Herzfelds Tod übernahm. Er führte dessen Reformkurs fort, stand aber den Assimilierungswünschen vieler Gemeindemitglieder kritisch gegenüber. Am 25. Oktober 1914 weihte er den neuen jüdischen Friedhof an der Helmstedter Straße mit einer Predigt ein, in der er seiner Hoffnung nach einem toleranten christlich-jüdischen Miteinander Ausdruck verlieh:
Der alte Friedhof wurde vor hundert Jahren begründet. Vorher war es der Gemeinde nicht gestattet, ihre Verstorbenen im heimischen Boden zu bestatten. Die hervorragende Lage des neuen Friedhofs unmittelbar neben dem christlichen ist ein Zeichen dafür, dass die Vorurteile schwinden und dass die Schranken, die so unübersteigbar schienen, fallen.
Rülf starb am 17. Dezember 1915 in Ausübung seines Amtes während einer Trauerfeier, wovon der anwesende Arzt Walter Heinemann berichtet:
Trotz schwerer Erkrankung und meiner entsprechenden Warnung ließ er sich es sich nicht nehmen, den Trauergottesdienst für einen jungen Leutnant, Kurt Elias, dessen Leiche in die Heimat überführt worden war, abzuhalten. Mitten im Gebet brach er…zusammen. Ich konnte nur noch den Tod feststellen. Dr. Rülf erhielt ein militärisches Begräbnis; an der vorausgegangenen Trauerfeier in der Synagoge nahm ein großer Teil der christlichen Geistlichkeit teil.
Als eines der ersten Gemeindemitglieder wurde Rülf auf dem neuen Jüdischen Friedhof bestattet. Im Amt des Landesrabbiners folgte ihm Paul Rieger.

### Familie
Er war verheiratet mit Hedwig, geb. Rahmer (1868–1922), mit der er drei Kinder hatte. Sein 1935 nach Palästina emigrierter Sohn Schlomo Friedrich Rülf (1896–1976) war ebenfalls ein bekannter Rabbiner.

## Werke (Auswahl)
- Zur Lautlehre der Aramäisch-talmudischen Dialecte. 1879.
- Einiges aus der ersten Zeit und über den Stifter der Jacobson-Schule in Seesen. Braunschweig 1890.
- Alexander David, Braunschweiger Kammeragent von 1707 bis 1767. 1907.